# 瓦根賴因山
47°20′54″N 8°19′06″E / 47.34824°N 8.31820°E

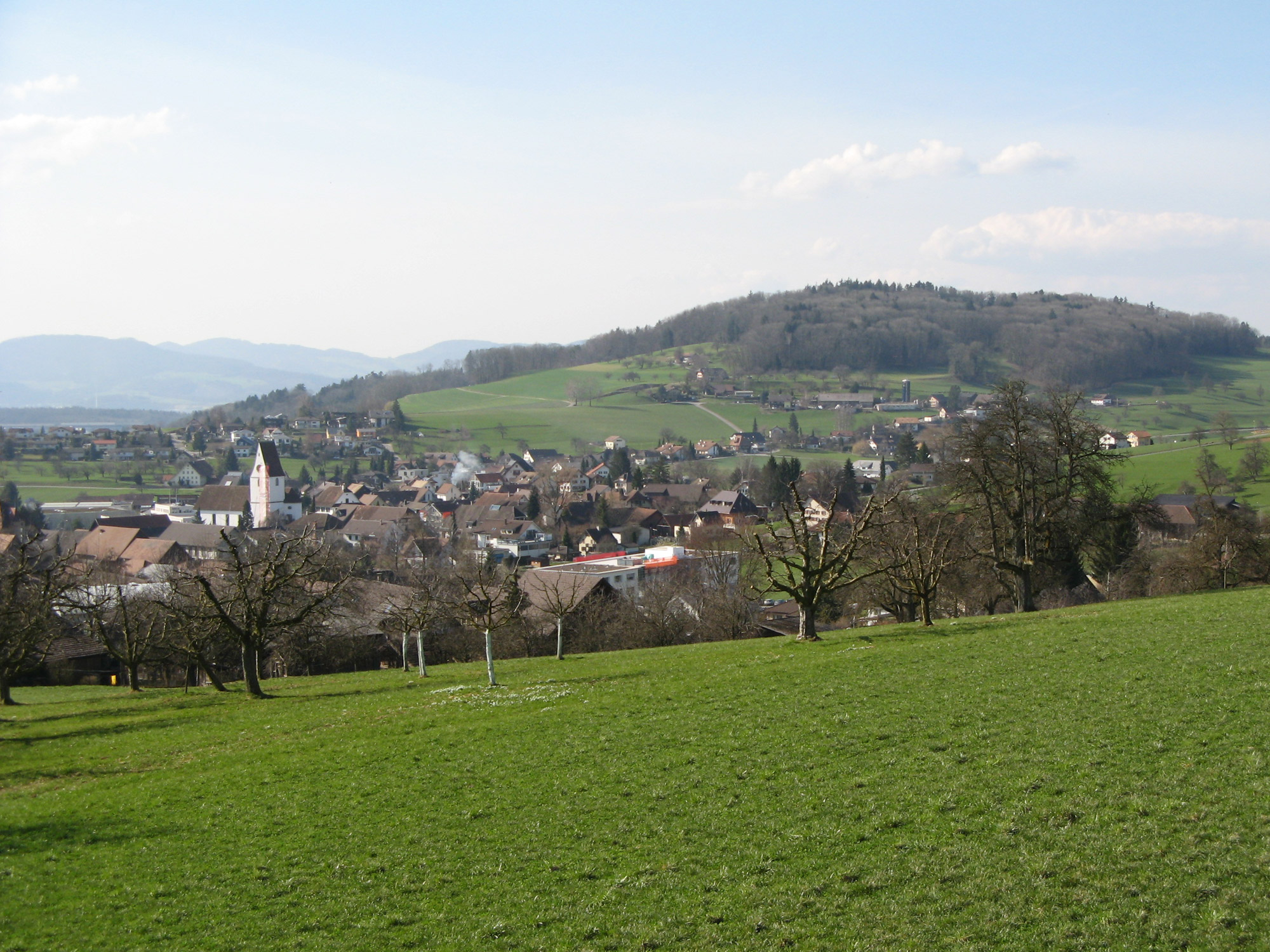

瓦根賴因山（德語：Wagenrain），是瑞士的山峰，位於該國北部阿爾高州，距離歇斯滕貝格山4.5公里，屬於汝拉山的一部分，距離歇斯滕貝格山4公里，海拔高度647米。